# Barcelona Open Banco Sabadell 2018
Barcelona Open Banco Sabadell 2018 — тенісний турнір, що проходив на ґрунтових кортах у місті Барселона, Іспанія з 23 квітня. Належав до категорії ATP 500, був турніром серії Відкритий чемпіонат Барселони з тенісу 2018 року.

## Фінальна частина

### Одиночний розряд
Рафаель Надаль —  Стефанос Ціціпас 6–2, 6–1

### Парний розряд
Фелісіано Лопес /  Марк Лопес Таррес —  Айсам-уль-Хак Куреші /  Жан-Жульєн Роєр 7–6(7–5), 6–4